# Aspekt (časopis)
ASPEKT byl slovenský feministický kulturní časopis, který byl vydáván stejnojmenným sdružením žen v letech 1993-2004. Dohromady vyšlo 21 čísel a každé bylo zaměřené monotematicky. V roce 2004 papírovou verzi periodika nahradil webzin ASPEKTin.
Na začátku své aktivity se definoval ve spolupráci s českými ženskými organizacemi jako slovensko-český časopis. V České republice byl také dostupný a měl na české aktivistky významný vliv. ASPEKT byl v devadesátých letech 20. století ve slovensko-českém kontextu výjimečný i tím, že vycházely v něm překlady některých klasických textů druhé vlny feminismu.